# Radu V de la Afumați
Radu V de la Afumați (tué le 5 janvier 1529) est prince de Valachie à cinq reprises entre 1522 et 1529. Son règne ne fut qu'une longue lutte contre les Turcs qui voulaient transformer la Valachie en province ottomane et plusieurs prétendants au trône.

## Origine
Radu de la Afumați est un fils légitime de Radu IV cel Mare, son surnom est lié à la propriété de Afumați dans le județ d'Ilfov héritée de son grand-père Vlad IV Călugărul. Il est utilisé dans l’historiographie pour le distinguer de ses nombreux homonymes père et frères notamment. Dans ses actes le prince s'intitulait simplement « Radu Vodă » ou « Ioan Radul, mare voevod ».

## Première période 1522-1523
Après l'exécution de Vlad VI Dragomir en 1521 et la mort du prince Teodosie, Mehmet Beg Mihaloglu pacha de Nicopolis qui descendait d'un renégat roumain tente de transformer la Valachie en Pachalik ottoman.
Devant le danger d’annexion les boyards s’accordent pour porter au trône au début de 1522 le prince Radu de la Afumați qu’ils estiment le plus apte à faire face aux envahisseurs. Mehmet Beg réagit immédiatement et traverse le Danube à la tête d’une armée importante.
Radu V de la Afumați donne les preuves de sa vaillance et de ses capacités militaires et il met en fuite les turcs lors du combat de Gubavi en janvier 1522. Il est proclamé prince de Valachie. Le nouveau souverain doit malheureusement faire face à la puissance du clan de boyard de Craiovescu et aux prétentions de son demi-frère Radu Bădica.
Dès avril 1522 Mehmet Beg attaque de nouveau sur le Danube bien décidé à exclure Radu V de la Afumați du trône. Ce dernier devant la disproportion des forces décide de harceler les armées ottomanes mais il est contraint de se retirer en Transylvanie où le roi Louis II de Hongrie lui avait accordé des fiefs.
Mehmet Beg Mihaloglu resté maître de la Principauté met le pays en coupe réglée mais cette politique se révèle rapidement contre-productive car la population et les boyards rejettent le pouvoir ottoman et font appel à Radu.
Le prince revient en Valachie en juin 1522 et avec l’appui d’un contingent transylvain mis à sa disposition par le voïvode Szapolyai János ils rejettent une nouvelle fois les Turcs au-delà du Danube et il règne une seconde fois jusqu’à août 1522. Une nouvelle offensive turque le 15 août 1522 l’oblige à fuir de nouveau en Transylvanie et Mehmet Beg Mihaloglu instaure un régime de terreur dans le pays.
En octobre 1522 Radu V toujours appuyé par les forces de Transylvanie met une nouvelle fois les Turcs en fuite et peut régner dans une quiétude très relative jusqu’en juin 1523.
Le prince Radu V voit rapidement se lever contre lui non seulement son frère Radu Bădica candidat des boyards du clan Craiovescu mais également un prétendant de la famille des Dănești en la personne de Vladislav III. Le nouveau prétendant est mis en place par le sultan de juin à octobre 1523. Il s’attire rapidement la haine du peuple et des boyards par sa politique pro-ottomane.
Radu VI Bădica est porté au trône à son tour à partir du 8 novembre 1523. Les trois prétendants se disputent le pays. Vladislav III convainc les Turcs que Radu VI Bădica envisage lui aussi une politique d’indépendance pro-hongroise. Les Ottomans simulent l'envoi de leur part du drapeau de confirmation d'investiture et le tuent avec plusieurs boyards de sa suite dès le 19 janvier 1524.

## Second période 1524-1525
Radu V met à profit cette circonstance pour reprendre le pouvoir du 27 janvier au 20 mars 1524 mais il doit se retirer en Transylvanie devant les forces turques qui soutiennent Vladislav III de Valachie. Ce dernier resté provisoirement seul maître du pays s’oppose rapidement au clan des Craïovescu dont le chef le boyard Parvu le chasse vers le Danube. Radu V appuyé par les Transylvains en profite pour revenir pour la cinquième fois en septembre 1524.
La faiblesse de sa position oblige même Radu V à composer avec le prétendant Vladislav III et à partager de fait le pays avec lui. Radu V se réserve Târgoviște à partir du 19 avril 1525 et abandonne au prétendant Bucarest.
Vladislav III disparaît définitivement en août 1525. Bien que désormais sans rival Radu V est conscient des menaces extérieures et des oppositions intérieures.

## Dernier règne 1525-1529

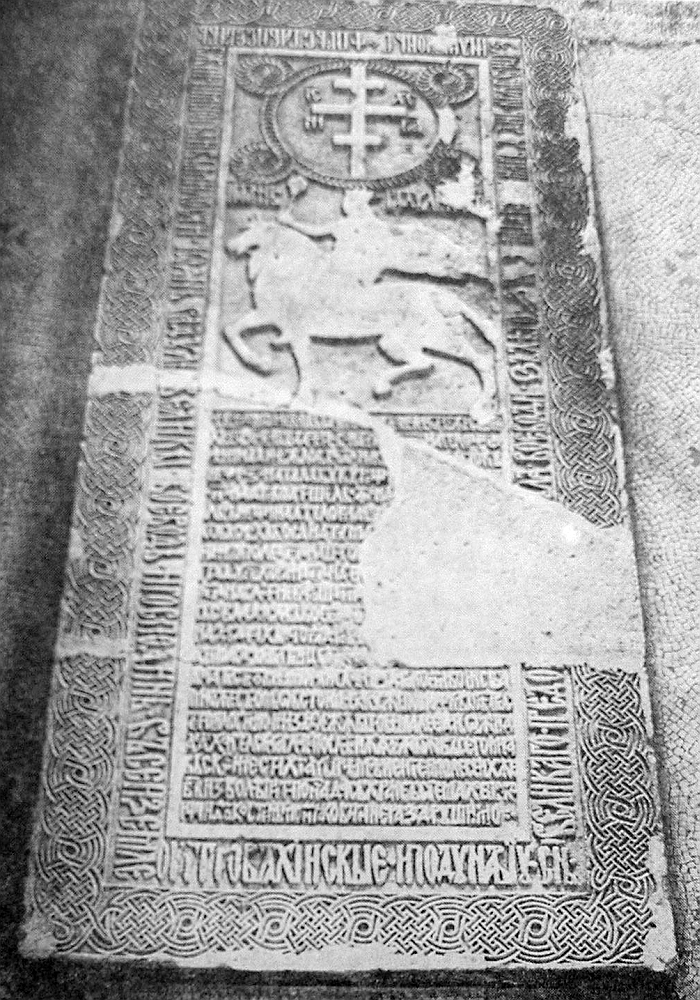
Pierre tombale de Radu de la Afumați au monastère de Curtea de Argeș qui détaille les 19 batailles qu'il a livrées.

Le prince Radu V décide de s’accorder avec le puissant clan des boyards de Craiovescu qui contrôlait l’Olténie. Il conclut une alliance avec eux et épouse Ruxandra une fille du prince Neagoe Basarab V. Cette union lui attire l’hostilité du prince de Moldavie Ștefan IV Mușat qui convoitait lui aussi la main de la princesse. Le prétendant dépité épouse Stana la plus jeune sœur de la nouvelle princesse avant de disparaître dès janvier 1527.
Sur les conseils de ses nouveaux alliés Radu V décide de faire la paix avec la Sublime Porte. Il se rend à Constantinople en novembre/décembre 1524 et prête hommage le 13 décembre 1524. Le sultan consent à recevoir cet acte de vassalité du prince sous réserve de porter de 12 000 à 14 000 ducats le tribut dû par la Valachie.
En 1526, l’effondrement de la puissance hongroise après la Bataille de Mohacs laisse Radu V seul prince chrétien de la région face à la puissance ottomane. Il doit envoyer provisoirement à Constantinople son fils aîné et héritier, Vlad comme otage.
À la fin de 1528, un groupe de boyards mené par le Vornic Neagu et le Postelnic Dragan, partisans traditionnels de la famille des Drăculea qui lui reprochent sa dépendance trop étroite vis-à-vis de la maison des Craiovescu organise un complot contre lui.
Il réussit à échapper aux conjurés mais il est rattrapé alors qu’il s’était réfugié dans l'église de Cetățuia près de Râmnicu Vâlcea et il est mis à mort avec son fils Vlad le 2 janvier 1529. Les corps décapités sont inhumés deux jours après dans l’église du monastère de Curtea de Argeș et les têtes envoyées comme signe de soumission à Constantinople.

## Unions et descendance
Radu V épouse :
1) Voica de Mogoșești (morte en 1525), fille du Jupan et Vornic Vlad de Bucsani, dont il eut :
- Vlad, tué avec son père le 2 janvier 1529 ;
- Ana épouse d'Udriste din Margineni vistier mort en [548 ;
- Neacsa ;

2) Ruxandra Basaraba, fille de Neagoe Basarab V, dont il a :
- Radu VIII Ilias Haidăul, prince de Valachie.